# Episcopal Diocese of Pennsylvania

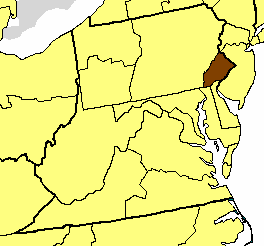
Lage des Bistums Pennsylvanien

Die Episcopal Diocese of Pennsylvania ist ein Bistum der Episcopal Church in the USA, das die Countys von Philadelphia, Montgomery, Bucks, Chester und Delaware im US-Bundesstaat Pennsylvania umfasst. Es ist eines der neun ursprünglichen Bistümern der Episcopal Church.
Das Bistum hat mehr als 22.000 Mitglieder in 155 Gemeinden und ist damit das fünftgrößte Bistum der Episcopal Church. Der Bischofssitz ist in Philadelphia. Die Verwaltung der Diözese befindet sich im Stadtviertel Society Hill, die Kathedrale des Bischofs jedoch im Viertel University City, angrenzend zu den Geländen der beiden Universitäten University of Pennsylvania und Drexel University. Bis zur Designation der jetzigen Kathedrale (ehemals die Gemeindekirche Church of the Saviour) diente St. Mary’s im Stadtviertel Roxborough als Kathedrale. Die neue Kathedrale ist gleichzeitig der zeremonielle Sitz der Southeastern Pennsylvania Synod der Evangelisch-Lutherischen Kirche in Amerika (ELCA); die Episkopalkirche und die ELCA befinden sich in voller Kirchengemeinschaft.
Der derzeitige Bischof ist der Right Reverend Charles E. Bennison, Jr., der Right Reverend Clarence Coleridge dient als Weihbischof. Seit dem 4. November 2007 ist es Bischof Bennison untersagt, als Bischof oder Priester zu fungieren, laut einer Anordnung der Presiding Bishop, Katharine Jefferts Schori, da er 1973 als Pfarrer einer Gemeinde in Kalifornien die notwendigen Schritte unterlassen hatte, als er erfuhr, sein Bruder führe eine außereheliche Beziehung mit einer Minderjährigen. Zuvor hat es einen längeren Streit mit dem Domkapitel über die Finanzverwaltung gegeben.